# Icopal Prisen
Icopal Prisen bliver uddelt hvert andet år til arkitektstuderende fra arkitektskolerne i København og Århus. Prisen blev stiftet i 1986 af Icopal og landets to arkitektskoler.
Arkitektskolerne indstiller studieprojekter til konkurrencen. Bedømmelseskomiteen består af undervisere og studerende fra de to uddannelsessteder samt to praktiserende arkitekter udpeget af Akademisk Arkitektforening.